# Futbol a Belize
El futbol a Belize és organitzat i dirigit per la Football Federation of Belize.

## Història
La primera competició de futbol del país fou la lliga de Belize City de futbol, que fou dominada per un club anomenat Preston. Als anys seixanta i setanta es disputà un campionat nacional anomenat Campionat Interdistricte. Més tard es crearen la Belize Premier Football League i la Premier League of Belize.
El major èxit de la selecció fou la quarta posició assolida a la Copa Centreamericana del 2013, i la posterior participació en la Copa d'Or de la CONCACAF de 2013.

## Competicions
- Premier League of Belize
- Interdistrict Championship (desapareguda)
- Belize Premier Football League (desapareguda)
- Super League of Belize (desapareguda)
- Lliga de Belize City de futbol (desapareguda)

## Principals clubs
Clubs amb més títols de la lliga premier.
- Belmopan Bandits
- Police United FC (Belize)
- Verdes FC
- Placencia Assassins
- Belize Defence Force FC
- FC Belize

## Principals estadis
Font:
- MCC Grounds (Belize City)
- Carl Ramos Stadium (Dangriga)
- Ambergris Stadium (San Pedro Town)
- Orange Walk People's Stadium (Orange Walk Town)